# InsureMO
InsureMO株式会社は、シンガポールに本社を持つクラウドネイティブテクノロジーをベースとした インシュアテック企業の日本法人。
「保険を簡単に」を掲げ、モダンテクノロジーを通じてシステムの柔軟性にボトルネックを抱える保険業界の課題解決に取り組んでいる。
アメリカや欧州、アジアを含めた約40の国・市場で500社を超える顧客基盤を構築しており、国内金融機関でも20社以上に採用されている。

## 沿革
- 2020年
  - 株式会社NTTデータを通じて、サービスの提供を開始[2]
- 2022年
  - ジェイアイ傷害火災保険での採用を発表[3]
- 2023年
  - リトルファミリー少額短期保険にて技術検証を開始したことを発表[4]
- 2024年
  - デロイト トーマツ グループのデロイト トーマツ コンサルティング合同会社と協業[5]
  - 注目ソリューションとしてITC Vegas 2024ブログで掲載[6]
- 2025年
  - 株式会社NTTデータの金融機関における保険情報一括確認を可能にする保険ポータルサービス「InsureView」のプラットフォームとして採用[7]